# Luis García Hevia
Pour les articles homonymes, voir Hevia.
Luis García Hevia, parfois écrit Garcia Evia, né à Bogota le 19 août 1816 et mort à Bogota le 31 mars 1887, est un peintre et photographe colombien.

## Biographie

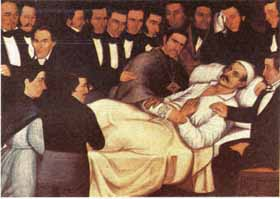
La mort du général Santander (1841)

Il étudie la peinture avec Pedro José Figueroa. Il est le premier colombien à avoir utilisé la technique du daguerréotype qu'il a peut-être apprise avec le Baron Gros, ou, selon d'autres opinions, dans l'atelier de  John A. Bennet.
En 1841, il participe à l'Exposition industrielle de Bogotá. Il y présente diverses peintures et, surtout, deux daguerréotypes de type expérimental, aujourd'hui considérés comme les premiers réalisés en Colombie, bien qu'ils aient été perdus depuis. La même année, il peint son tableau le plus célèbre, La mort du général Santander, où celui-ci apparaît entouré d'une série de personnalités autour de son lit de mort.
En 1846, il crée avec d'autres artistes l'Académie de dessin et de peinture et en devient le président. Il y rencontre Fermín Isaza, à qui il enseigne la technique du daguerréotype.
En 1849, il est parti pour Medellín, où il offre ses services de portraitiste, en tant que peintre et daguerréotypiste. Il s'approprie les nouvelles techniques de l'ambrotype et du calotype qui viennent d'arriver en Colombie.
Après le coup d'État en 1854 de José María Melo contre le général José María Obando, il est exilé à Bucaramanga, où il crée dès 1855 un atelier de photographie afin de s'assurer des revenus stables. En 1858, il fonde la loge maçonnique Filantropía Bogotana.